# 香芝市立香芝東中学校
香芝市立香芝東中学校（かしばしりつかしばひがしちゅうがっこう）は、奈良県香芝市にある公立中学校。

## 概略
- 1984年（昭和59年）に香芝市3番目の中学校として開校。
- 自転車通学は認められていない。ただし、部活動においては各部活動の先生の指示を仰ぐことになっている。

## 通学区域
- 真美ヶ丘西小学校
- 真美ヶ丘東小学校
- 五位堂小学校

## 出身者
- 笑福亭鉄瓶 - 同校卒業生で、2021年4月12日には2020年東京オリンピックの聖火リレー走者として同校の周辺を走った。

## アクセス

### 鉄道
- 最寄駅:近鉄大阪線 五位堂駅（かつらぎの道を介して徒歩で約10分である。）

## 通学区域が隣接している学校
- 香芝市立香芝中学校
- 大和高田市立高田西中学校
- 広陵町立真美ヶ丘中学校
- 上牧町立上牧中学校